# Артур Расселл
Артур Расселл (англ. Arthur Russell; нар. 13 березня 1886 — пом. 23 серпня 1972) — британський легкоатлет, який спеціалізувався в бігу на довгі дистанції та стипль-чезі.

## Із життєпису
Олімпійський чемпіон-1908 з бігу на 3200 метрів з перешкодами.
Чемпіон Англії зі стипль-чезу (1904—1906).
Працював у цегляному виробництві.

## Основні міжнародні виступи
| Рік  | Змагання         | Місто  | Місце | Дисципліна |
| ---- | ---------------- | ------ | ----- | ---------- |
| 1908 | Олімпійські ігри | Лондон | 1     | 3200 м з/п |